# Clasificación de Atlanta
La Clasificación de Atlanta es un sistema de estadificación usado en pacientes adultos con pancreatitis aguda, estratificándola según su severidad como leve, moderadamente severa y severa o según su fase como temprana o tardía. Está basada en la asociación de insuficiencia multiorgánica dada por parámetros clínicos y de laboratorio, junto con la morfología de la glándula pancreática obtenida a través de tomografía axial computarizada (TAC).
Esta clasificación ha tenido dos momentos importantes. Su creación, en el año 1992 y su revisión, donde se incorporaron nuevos conceptos en el año 2012 tras discusiones de numerosos especialistas.

## Historia
Esta clasificación fue propuesta por primera vez en el año 1992 con la intención de establecer un consenso global y universal en cuanto a la clasificación de la pancreatitis aguda para un mayor entendimiento de la enfermedad por parte de gastroenterólogos, patólogos, radiólogos y cirujanos. A pesar de que la clasificación fue útil por un tiempo, con el pasar de los años y los nuevos descubrimientos en la medicina, algunas definiciones eran confusas. Algunos de los problemas en esta clasificación incluían:
- La definición de necrosis pancreática era inadecuada, al no distinguir entre la necrosis peripancreática y la necrosis pancreática.

- La clasificación no abarcaba criterios radiológicos exactos en cuanto a las complicaciones.

En el 2012, la llamada revisión de la clasificación de Atlanta, incorporó un consenso global que incluía grupos ubicados en Estados Unidos, Holanda, Inglaterra y Grecia, los cuales estaban conformado por un total de 11 sociedades internacionales en relación con el páncreas. Esta nueva clasificación incorporaba conocimientos adquiridos durante 20 años, desde la publicación de la primera clasificación y hace énfasis en el diagnóstico de la pancreatitis, en los tipos de pancreatitis aguda, en la severidad y en la definición de complicaciones locales y sistémicas de pancreatis. Así, el consenso clasifica la pancreatitis según su fase (temprana y tardía) o de acuerdo a su severidad (leve, moderadamente severa y severa.

## Fases de la pancreatitis

### Fase temprana
Suele llegar hasta el final de la primera semana, pero puede extenderse hasta la segunda. La cascada de citoquinas es activada por la inflamación pancreática, manifestandose clínicamente como síndrome de respuesta inflamatoria sistémica (SIRS). Si este persiste, puede desarrollarse falla orgánica. Aunque en esta fase se pueden producir complicaciones locales, estas no determinaran la severidad del cuadro. La severidad de la pancreatitis se va a basar en la presencia y duración de la falla orgánica. Esta puede ser transitoria, si resuelve en 48 horas o persistente, si dura más de 48 horas.

### Fase tardía
Caracterizada por persistencia de signos sistémicos de inflamación o presencia de complicaciones locales, por ende, solo ocurre en pacientes con pancreatitis aguda moderada y severa.

## Severidad de la pancreatitis

### Pancreatitis aguda leve
Ausencia de fallo orgánico y de complicaciones locales o sistémicas. Por lo general no requiere estudio por imágenes y la mortalidad es muy rara.

### Pancreatitis aguda moderadamente severa
Hay fallo orgánico transitorio o complicaciones locales o sistémicas en ausencia de fallo orgánico persistente. Puede resolver sin intervención o requerir cuidados especializados prolongados.

### Pancreatitis aguda severa
Presencia de falla orgánica (o multiorgánica) persistente. Paciente manifiesta una o varias complicaciones locales y alcanza una mortalidad de 36 a 50%. Si desarrolla necrosis infectada la mortalidad resulta extremadamente alta.